# هانس يوهانسون (فارس)
هانس يوهانسون (بالسويدية: Hans Johansson)‏ هو فارس ‏ سويدي، ولد في 20 فبراير 1927 في نورشوبينغ في السويد، وتوفي في 15 أبريل 2012 في Kungsängen ‏ في السويد.

## وصلات خارجية
- هانس يوهانسون على موقع أوليمبيديا (الإنجليزية)
- هانس يوهانسون على موقع اللجنة الأولمبية السويدية (السويدية)